# Rolf Dau
Rolf Dau (Berlin-Charlottenburg, 1 april 1906 – ?) was een Fregattenkapitän bij de Kriegsmarine tijdens de Tweede Wereldoorlog.

## Geschiedenis
Rolf Dau werd geboren in Berlijn-Charlottenburg, een stadsdeel van de Duitse hoofdstad Berlijn. Hij kwam bij de Reichsmarine en kreeg er zijn officiersopleiding. Op 31 augustus 1935 kwam hij als 29-jarige jonge officier op de U 5 en op 28 december 1936 op de U 31, waarmee hij geen oorlogspatrouilles uitvoerde, maar wel oefeningsopdrachten deed. Op 8 november 1938 verliet hij de U 31 en gaf het commando over aan Johannes Habekost, die met de U-boot, het eerste konvooi van de oorlog aanviel en een vrachtschip liet zinken, die eigenlijk niet behoorde tot konvooi OB-4. 
Op 15 juli 1939 kreeg hij het bevel over de U 42 tot 13 oktober 1939, waarmee hij één zeer matig succes had met het beschadigen van het Britse vrachtschip Stonepool van 4.803 ton van het konvooi OB-17. Op 13 oktober 1939 werd de U 42 van Rolf Dau door dieptebommen van de Britse torpedojagers HMS Imogen en HMS Ilex zwaar beschadigd. Hierbij vielen 26 doden, maar 20 man, waaronder Kptlt. Rolf Dau overleefden dit bombardement van dieptebommen. Ze werden krijgsgevangene gemaakt en naar het Canadese POW-krijgsgevangenkamp in de buurt van Gravenhurst, Ontario, Canada gebracht, waar ze tot op het einde van de oorlog geïnterneerd bleven.

## Krijgsgevangenen
Rolf Dau was daar als krijgsgevangene samen met de tweede wachtofficier van de U 35, Joachim Roters. Verder waren scheepshoofdingenieur Gerhard Stamer, eerste wachtofficier Heinz Erchen en commandant Werner Lott, allen van de U 35, vertegenwoordigd. Commandant Hans Jenisch van de U 32 was er ook als krijgsgevangene. Verder waren nog meerdere Kriegsmarine- en Luftwaffe-officieren in het kamp als krijgsgevangenen aanwezig. Tijdens zijn gevangenschap werd hij nog bevorderd op 1 april 1941 tot Korvetkapitein door het Oberkommando der Kriegsmarine.
Wat Rolf Dau na de oorlog deed en hoe of waar hij is gestorven, is onbekend.

## Militaire loopbaan
Reichsmarine
- Offiziersanwärter: 1 april 1926[1][2]
- Fähnrich zur See: 1 april 1928[2][1]
- Oberfähnrich zur See: 1 mei 1930[2][1]
- Leutnant zur See: 1 oktober 1930[2][1]
- Oberleutnant Zur See: 1 juli 1932[2][1]

Kriegsmarine
- Kapitänleutnant: 1 april 1936[2][1]
- Korvettenkapitän: 1 april 1941[2][1]
- Fregattenkapitän: 1 januari 1945[2]

## Successen
- 1 schip beschadigd voor een totaal van 4.803 brt

## U-bootcommando
- U 5  - 31 aug. 1935 - 27 sep. 1936: Geen patrouilles
- U 31 - 28 dec. 1936 -  8 nov. 1938: Geen oorlogspatrouilles
- U 42 - 15 juli 1939 - 13 okt. 1939: 1 oorlogspatrouille (12 dagen)

## Patrouille-info van Rolf Dau

### U-boot - Vertrek - Aankomst
- U 42 - 2 okt. 1939:  Wilhelmshaven - 13 okt. 1939: Patrouille 12 dagen
- U 42 - 13 okt. 1939: Stonepool - 4.803 ton (beschadigd) - konvooi OB-17

- (Tenzij anders genoteerd de hier vermelde schepen die tot zinken waren gebracht).